# Sinji Vir
Sinji Vir (en serbe cyrillique : Сињи Вир) est un village de Serbie situé dans la municipalité de Paraćin, district de Pomoravlje. Au recensement de 2011, il comptait 224 habitants.

## Démographie
| 1948 | 1953 | 1961 | 1971 | 1981 | 1991 | 2002 | 2011 |
| ---- | ---- | ---- | ---- | ---- | ---- | ---- | ---- |
| 336  | 364  | 377  | 334  | 319  | 318  | 251  | 224  |

|  |